# Noctilionoidea
Noctilionoidea – nadrodzina ssaków z podrzędu mroczkokształtnych (Yangochiroptera) w obrębie rzędu nietoperzy (Chiroptera).

## Rozmieszczenie geograficzne
Nadrodzina obejmuje gatunki występujące w Ameryce i na Nowej Zelandii.

## Podział systematyczny
Do nadrodziny należy sześć występujących współcześnie rodzin:
- Mystacinidae Dobson, 1875 – wąsonosowate
- Noctilionidae J.E. Gray, 1821 – rybakowate
- Furipteridae J.E. Gray, 1866 – furiakowate
- Thyropteridae G.S. Miller, 1907 – przylgowcowate
- Mormoopidae de Saussure, 1860 – straszakowate
- Phyllostomidae J.E. Gray, 1825 – liścionosowate

Opisano również wymarłą rodzinę z oligocenu:
- Speonycteridae Czaplewski & G.S. Morgan, 2012